# Gladiadores de Anzoátegui
Gladiadores de Anzoátegui es un equipo profesional de baloncesto venezolano con sede en Puerto La Cruz, estado Anzoátegui. Compiten en la Conferencia Oriental de la Superliga Profesional de Baloncesto (SPB) y disputan sus partidos como locales en el Gimnasio Luis Ramos.

## Historia
Fue fundado el 3 de febrero de 2019 bajo el nombre de «Gladiadores de Oriente», y realizó su debut en la Serie A de baloncesto de Venezuela. En 2020 cambian su denominación a «Gladiadores de Anzoátegui» y ante la desaparición de la LPB, fue uno de los equipos que confirmó su participación en la naciente Superliga de Baloncesto.

## Pabellón

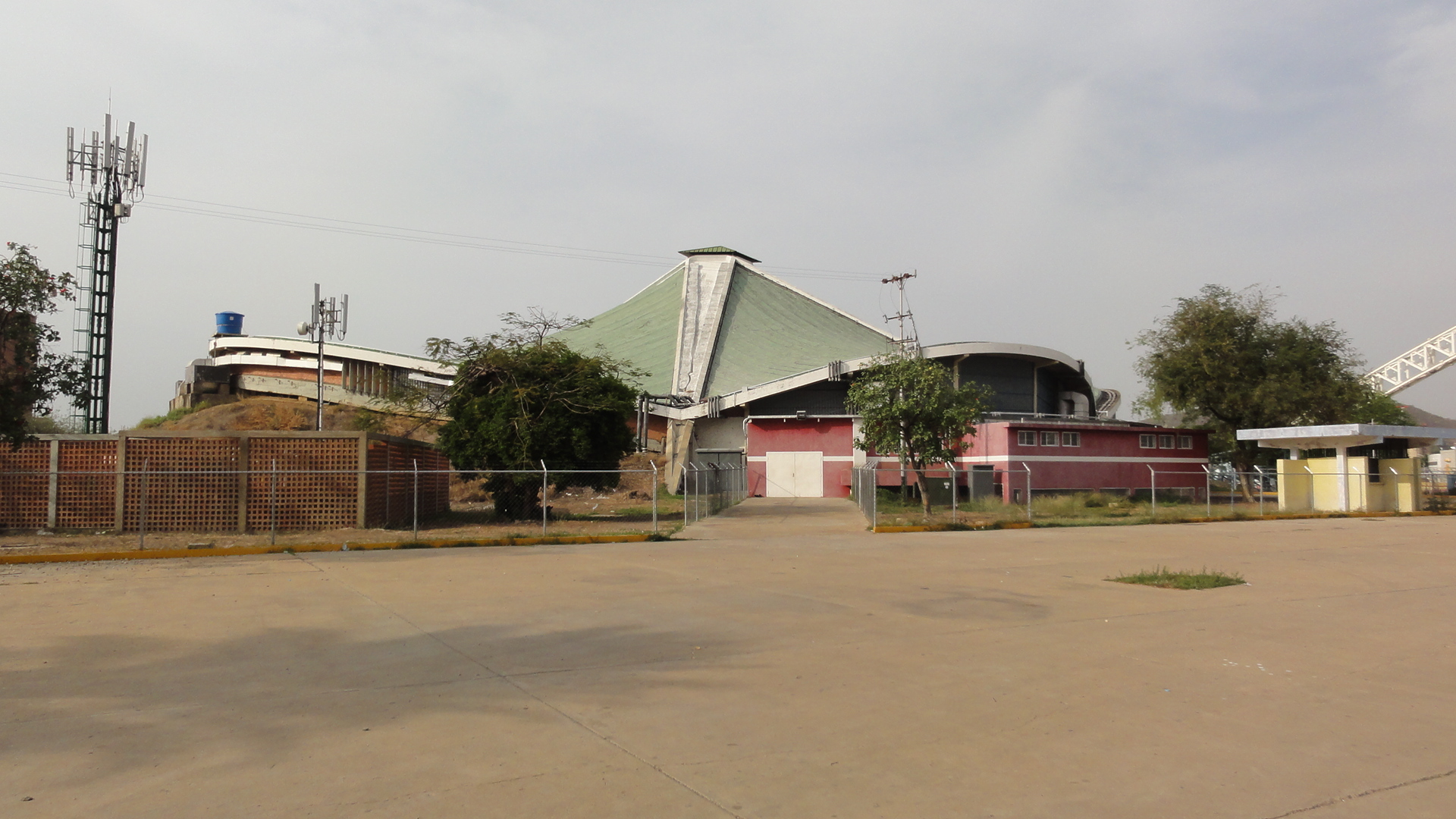
Gimnasio Luis Ramos conocido como la Caldera Del Diablo

El Gimnasio Luis Ramos es un pabellón o domo multiusos ubicado en el eje de Barcelona-Puerto La Cruz, al oriente de Venezuela, específicamente en el Complejo Polideportivo Simón Bolívar —antes llamado «Luis Ramos»— del municipio Bolívar, en el estado Anzoátegui.

## Palmarés
- Superliga Profesional de Baloncesto (2): 2023, 2024
  - Títulos de Conferencia (2): 2023, 2024